# Марнан (Рона)
Марна́н (фр. Marnand) — колишній муніципалітет у Франції, у регіоні Овернь-Рона-Альпи, департамент Рона. Населення — 617 осіб (2010).
Муніципалітет розташований на відстані близько 350 км на південний схід від Парижа, 55 км на північний захід від Ліона.

## Історія
До 2015 року муніципалітет перебував у складі регіону Рона-Альпи. Від 1 січня 2016 року належить до нового об'єднаного регіону Овернь-Рона-Альпи.
1-1-2013 Марнан, Тізі, Бур-де-Тізі, Ла-Шапель-де-Мардор i Мардор було об'єднано в новий муніципалітет Тізі-ле-Бург.

## Демографія
Динаміка населення (INSEE ):
Розподіл населення за віком та статтю (2006):
| Стать | Всього | До 15 років | 15-24 | 25-44 | 45-64 | 65-85 | Понад 85 |
| --- | ------ | ----------- | ----- | ----- | ----- | ----- | -------- |
| Чоловіки | 296    | 64          | 36    | 76    | 72    | 48    | 0        |
| Жінки | 296    | 72          | 16    | 88    | 68    | 48    | 4        |
| \| Статево-вікова піраміда \| Статево-вікова піраміда \| Статево-вікова піраміда \| \| ----------------------- \| ----------------------- \| ----------------------- \| \| Чоловіки \| Вік \| Жінки \| \| 0 \| 85 + \| 4 \| \| 12 \| 80-84 \| 12 \| \| 12 \| 75-79 \| 0 \| \| 4 \| 70-74 \| 8 \| \| 20 \| 65-69 \| 28 \| \| 24 \| 60-64 \| 16 \| \| 8 \| 55-59 \| 20 \| \| 24 \| 50-54 \| 8 \| \| 16 \| 45-49 \| 24 \| \| 40 \| 40-44 \| 36 \| \| 24 \| 35-39 \| 20 \| \| 8 \| 30-34 \| 24 \| \| 4 \| 25-29 \| 8 \| \| 20 \| 20-24 \| 8 \| \| 16 \| 15-20 \| 8 \| \| 24 \| 10-14 \| 40 \| \| 24 \| 5-9 \| 16 \| \| 16 \| 0-4 \| 16 \| |        |             |       |       |       |       |          |
| Статево-вікова піраміда |        |             |       |       |       |       |          |
| Чоловіки | Вік    | Жінки       |       |       |       |       |          |
| 0 | 85 +   | 4           |       |       |       |       |          |
| 12 | 80-84  | 12          |       |       |       |       |          |
| 12 | 75-79  | 0           |       |       |       |       |          |
| 4 | 70-74  | 8           |       |       |       |       |          |
| 20 | 65-69  | 28          |       |       |       |       |          |
| 24 | 60-64  | 16          |       |       |       |       |          |
| 8 | 55-59  | 20          |       |       |       |       |          |
| 24 | 50-54  | 8           |       |       |       |       |          |
| 16 | 45-49  | 24          |       |       |       |       |          |
| 40 | 40-44  | 36          |       |       |       |       |          |
| 24 | 35-39  | 20          |       |       |       |       |          |
| 8 | 30-34  | 24          |       |       |       |       |          |
| 4 | 25-29  | 8           |       |       |       |       |          |
| 20 | 20-24  | 8           |       |       |       |       |          |
| 16 | 15-20  | 8           |       |       |       |       |          |
| 24 | 10-14  | 40          |       |       |       |       |          |
| 24 | 5-9    | 16          |       |       |       |       |          |
| 16 | 0-4    | 16          |       |       |       |       |          |

## Економіка
2010 року серед 388 осіб працездатного віку (15—64 років) 281 була активною, 107 — неактивними (показник активності 72,4%, у 1999 році було 71,3%). З 281 активної мешканців працювало 265 осіб (145 чоловіків та 120 жінок), безробітними було 16 (8 чоловіків та 8 жінок). Серед 107 неактивних 46 осіб було учнями чи студентами, 36 — пенсіонерами, 25 були неактивними з інших причин.

У 2010 році в муніципалітеті числилось 230 оподаткованих домогосподарств, у яких проживали 600,5 особи, медіана доходів виносила 19 135 євро на одного особоспоживача